# Kadarkút
Kadarkút  este un oraș în districtul Kaposvár, județul Somogy, Ungaria, având o populație de 2.625 de locuitori (2011). 

## Demografie
Componența etnică a orașului Kadarkút
     Maghiari (93,15%)
     Romi (5,27%)
     Necunoscut (0,3%)
     Alții (1,28%)
Componența confesională a orașului Kadarkút
     Romano-catolici (62,48%)
     Reformați (10,93%)
     Fără religie (10,4%)
     Necunoscută (14,86%)
     Alte religii (3,62%)
Conform recensământului din 2011, orașul Kadarkút avea 2.625 de locuitori. Din punct de vedere etnic, majoritatea locuitorilor (93,15%) erau maghiari, cu o minoritate de romi (5,27%). Apartenența etnică nu este cunoscută în cazul a 0,3% din locuitori.  Din punct de vedere confesional, majoritatea locuitorilor (62,48%) erau romano-catolici, existând și minorități de reformați (10,93%) și persoane fără religie (10,4%). Pentru 14,86% din locuitori nu este cunoscută apartenența confesională.